# Liste abgegangener Bauwerke in Lübeck-Schlutup
Die Liste abgegangener Bauwerke in Lübeck-Schlutup enthält Bauten des Lübecker Stadtteils Lübeck-Schlutup, die nicht mehr existieren.
Die Bauwerke sind nach Straßennamen und Hausnummern geordnet, wobei – außer in Ausnahmefällen – die heutige Straßeneinteilung und das heute verwendete Hausnummernschema zugrunde gelegt werden.

## Bauten ohne Straßenzuordnung
| Bezeichnung | Standort                                                                      | Erbaut | Zerstört | Besonderheiten und Anmerkungen | Abbildung |
| ----------- | ----------------------------------------------------------------------------- | ------ | -------- | --- | --------- |
| Behnturm    | auf dem Fährberg am Traveabschnitt Breitling östlich der Mecklenburger Straße | 1900   | 1963     | Der 9 Meter hohe Aussichtsturm wurde zu Ehren Heinrich Theodor Behns errichtet und vom Bundesgrenzschutz versehentlich wegen Baufälligkeit gesprengt, obwohl nach heftigen Bürgerprotesten schon Spendenzusagen für die Erhaltung des Turms vorlagen. |           |

## Mecklenburger Straße
| Adresse und/oder Standort                                                                         | Bezeichnung                  | Erbaut          | Zerstört                  | Besonderheiten und Anmerkungen | Abbildung |
| Mecklenburger Straße (ohne Hausnummer; auf dem Grundstück zwischen den Häusern Nr. 20 und Nr. 30) | Windmühle auf dem Gogenberg  | Vermutlich 1836 | Wohl in den 1920er Jahren | Sowohl das Errichtungsjahr als auch das Datum des Abrisses sind unklar. Die Getreidemühle, ein Erdholländer, war von 1915 an nicht mehr in Betrieb. |           |
| Mecklenburger Straße 37 (alte Hausnummer 39/41)                                                   | Gasthof zur Post und Postamt |                 | 1968                      | Von 1884 bis um 1901 im Besitz von Franz Westphal und Elternhaus von Carl Westphal                                                                  |           |

## Palinger Weg
| Adresse und/oder Standort | Bezeichnung | Erbaut                          | Zerstört | Besonderheiten und Anmerkungen | Abbildung |
| Palinger Weg 1–5          | Kühne-Werk  | 1913, später mehrfach erweitert | 2017     | Die Konservenfabrik wurde 1913 als Lübecker Essig- und Senffabrik, Gebrüder Buck & Wiegels GmbH gegründet. 1956 ging das Werk an die Carl Kühne KG über, die hier Konserven mit Gurken, Rotkohl, Bohnen sowie roter Grütze herstellte. 2003 wurde die Fabrik, der kleinste Produktionsstandort des Unternehmens, geschlossen und stand seitdem leer. Im Juli 2017 begann der Abriss der Fabrikgebäude; auf dem Werksgelände sollen Wohnhäuser errichtet werden. |           |

## Wesloer Straße
| Adresse und/oder Standort | Bezeichnung                   | Erbaut | Zerstört | Besonderheiten und Anmerkungen | Abbildung |
| Wesloer Straße 47         | Katholische Kirche St. Ansgar | 1953   | 2006     | Architekt Lippsmeier, Osnabrück. Altarfenster von Kurt Zöller, Miltenberg; Kreuzwegstationen von Otto Flath, Bad Segeberg. Die Pfarrgemeinde St. Ansgar wurde 2000 aufgelöst; der letzte Gottesdienst fand 2004 statt. |           |